# مالایا شلکوفکا
مالایا شلکوفکا (به لاتین: Malaya Shelkovka) یک منطقهٔ مسکونی در روسیه است که در سرزمین آلتای واقع شده‌است.